# Tsolwana
Tsolwana (officieel Tsolwana Local Municipality) is een voormalige gemeente in het Zuid-Afrikaanse district Chris Hani.
Tsolwana ligt in de provincie Oost-Kaap en telt 33.281 inwoners.

## Hoofdplaatsen
Het nationaal instituut voor de statistiek, Stats SA, deelt sinds de census 2011 deze gemeente in in 16 zogenaamde hoofdplaatsen (main place):
Beccles • Hofmeyr • Hopefield • Kwezi • Luxolweni • Mitfort • Phelandaba • Prospect • Rocklands • Tarkastad • Tentergate • Thorneycroft • Thornhill • Tsolwana • Tsolwana NU • Zola.